# Jaroslav Papoušek
Jaroslav Papoušek (12. dubna 1929, Velký Bočkov, Podkarpatská Rus – 17. srpna 1995, Čimelice) byl český malíř, karikaturista, prozaik, sochař, scenárista a režisér.

## Biografie
Jaroslav Papoušek se narodil 12. dubna 1929 ve Velkém Bočkově, sídle v Podkarpatské Rusi, která byla součástí tehdejšího Československa. Během dětství a dospívání žil v Čimelicích na jihu Čech. Studoval na obchodní škole, později byl zaměstnán jako pomocný dělník na stavbách a poté jako ladič harmonik. Na přelomu 40. a 50. let 20. století se přihlásil na uměleckou školu – AVU, kterou roku 1957 úspěšně dokončil. Byl sochařem, malířem a karikaturistou, cizí mu nebyl ani literární projev. Jeho novelu Černý Petr zfilmoval podle společného scénáře režisér Miloš Forman. Papoušek poté kromě Formana spolupracoval i s Ivanem Passerem a Václavem Šaškem.
Roku 1968 natočil Papoušek svůj filmový debut Nejkrásnější věk. Následovala slavná filmová trilogie o rodině Homolků, která žne úspěchy i řadu let po vydání: Ecce homo Homolka (1969), Hogo fogo Homolka (1970) a Homolka a tobolka (1972). Poslední díl však osobně nepovažoval za tolik zdařilý jako předchozí dva, neboť jej točil v éře pokročilé normalizace, v níž postrádal tvůrčí volnost. Do konce sedmdesátých let natočil ještě tři filmy: komedii Televize v Bublicích aneb Bublice v televizi (1974), film pro mládež Konečně si rozumíme (1976) o problémech dospívání a sociální komedii Žena pro tři muže (1979), v níž sochař hledá pro sebe a svého potomka manželku respektive matku.

V osmdesátých letech se po prodělaném infarktu věnoval klidnější tvorbě – malování. Proběhlo několik výstav jeho impresionistických olejomaleb krajin, portrétů i karikatur.
Do režisérského křesla se vrátil v roce 1984, kdy natočil rovnou dva filmy. Jedním z nich byla hořká komedie Všichni musí být v pyžamu o životních peripetiích kontrolora zaměstnanců ve stavu nemocných a druhým vydařený humorný snímek Cesta kolem mé hlavy, v němž se středoškolský profesor trpící nerozhodností jde léčit do psychiatrické léčebny. Následně se Papoušek věnoval opět malování, pouze v roce 1993 se vrátil k režii televizním seriálem Pomalé šípy (na režii se podílel i Vlastimil Venclík), v němž se pět kamarádů v pokročilém věku znovu sejde a touží být „akční“ jako zamlada, kdy byly jejich vzory Rychlé šípy.
Autor zemřel v roce 1995 v Čimelicích ve věku 66 let na infarkt. Jeho manželkou byla Jindra Schwarzová, společně měli dceru Petru Vlčkovou-Papouškovou.
Po jeho smrti byl v roce 2017 zpracován film Miluji tě modře podle scénáře, který krátce před svou smrtí v polovině 90. let napsal. Původní dílo bylo romantickou komedií "Jedním slovem tě miluji modře". Nestačil už ji však realizovat. Chvíli si s myšlenkou režírovat tento film pohrával i slavný kameraman Miroslav Ondříček, finance se však nesehnaly, scénář pak dlouho ležel ladem. Miloslav Šmídmajer, producent a režisér filmu Miluji tě modře, přizval ke spolupráci na scénáři spisovatele Pavla Brycze, nositele Ortenovy ceny, a scenáristku Lucii Bokšteflovou.

## Filmografie

### Námět a scénář
- Černý Petr (1963)
- Intimní osvětlení (1965)
- Lásky jedné plavovlásky (1965)
- Hoří, má panenko (1967)

### Námět, scénář a režie
- Nejkrásnější věk (1968)
- Ecce homo Homolka (1969)
- Hogo fogo Homolka (1970)
- Homolka a tobolka (1972)
- Televize v Bublicích aneb Bublice v televizi (1974)
- Konečně si rozumíme (1976)
- Žena pro tři muže (1979)

### Scénář a režie
- Cesta kolem mé hlavy (1984)
- Všichni musí být v pyžamu (1984)

### Režie
- Pomalé šípy (1993) – TV seriál